# Purwoharjo (Comal)
Purwoharjo is een bestuurslaag in het regentschap Pemalang van de provincie Midden-Java, Indonesië. Purwoharjo telt 10.992 inwoners (volkstelling 2010).